# Бори (Забайкальский край)
Бори — село в Сретенском районе Забайкальского края России в составе сельского поселения «Фирсовское».

## География
Село находится в северной части района на реке Чача (левый приток Шилки) на расстоянии примерно 35 километров на северо-восток от города Сретенска.
Климат
Климат характеризуется как резко континентальный с продолжительной холодной малоснежной зимой и коротким тёплым летом. Среднегодовая температура воздуха составляет −5,3 — +3 °С. Средняя многолетняя температура самого холодного месяца (января) составляет −28 — −24 °С (абсолютный минимум — −55 °С), температура самого тёплого (июля) — 16 — 19 °С (абсолютный максимум — 40 °С). Безморозный период длится в течение 80 — 100 дней. Среднегодовое количество осадков — 350—400 мм.
Часовой пояс
Село Бори находится в часовой зоне МСК+6. Смещение применяемого времени относительно UTC составляет +9:00.

## История
До 1918 поселок станицы Актагучинской Забайкальского казачьего войска.

## Население
| 1989 | 2002 | 2010 | 2021 |
| ---- | ---- | ---- | ---- |
| 265  | ↗276 | ↘236 | ↘213 |

Национальный состав: русские — 99 % (2002).

## Инфраструктура
Имеются: начальная школа, детсад, клуб, фельдшерско-акушерский пункт.